# Plectorhinchus vittatus
Plectorhinchus vittatus es una especie de peces de la familia Haemulidae en el orden de los Perciformes.

## Morfología
Los machos pueden llegar alcanzar los 72 cm de longitud total.

## Distribución geográfica
Se encuentra desde el África Oriental hasta Papúa Nueva Guinea y Nueva Caledonia.